# أرسين جيفورجيان
أرسين جيفورجيان (الأرمينية: Արսէն Գևորգյան، من مواليد 1 يونيو 1975 في يريفان، أرمينيا) هو لاعب جودو أرمني. تنافس في الألعاب الأولمبية الصيفية لعام 1996 ولديه ابن عم اسمه أرمين جيفورجيان وهو لاعب كرة سلة في بلجيكا.

## وصلات خارجية
- أرسين جيفورجيان على موقع JudoInside.com (الإنجليزية)
- أرسين جيفورجيان على موقع أوليمبيديا (الإنجليزية)
- Sports-Reference.com
- JudoInside.com